# Гойлтон (Іллінойс)
Гойлтон (англ. Hoyleton) — селище (англ. village) в США, в окрузі Вашингтон штату Іллінойс. Населення — 520 осіб (2020).

## Географія
Гойлтон розташований за координатами 38°26′45″ пн. ш. 89°16′20″ зх. д. / 38.44583° пн. ш. 89.27222° зх. д. (38.445880, -89.272165).  За даними Бюро перепису населення США в 2010 році селище мало площу 1,95 км², уся площа — суходіл.

## Демографія
Згідно з переписом 2010 року, у селищі мешкала 531 особа в 192 домогосподарствах у складі 131 родини. Густота населення становила 273 особи/км².  Було 213 помешкання (109/км²).
Расовий склад населення:
| - 93,8 % — білих - 5,1 % — чорних або афроамериканців |

До двох чи більше рас належало 0,6 %. Частка іспаномовних становила 0,6 % від усіх жителів.
За віковим діапазоном населення розподілялося таким чином: 26,2 % — особи молодші 18 років, 59,5 % — особи у віці 18—64 років, 14,3 % — особи у віці 65 років та старші. Медіана віку мешканця становила 34,6 року. На 100 осіб жіночої статі у селищі припадало 98,1 чоловіків;  на 100 жінок у віці від 18 років та старших — 99,0 чоловіків також старших 18 років.
Середній дохід на одне домашнє господарство  становив 62 117 доларів США (медіана — 60 694), а середній дохід на одну сім'ю — 64 801 долар (медіана — 65 000). За межею бідності перебувало 15,9 % осіб, у тому числі 19,7 % дітей у віці до 18 років та 9,8 % осіб у віці 65 років та старших.
Цивільне працевлаштоване населення становило 280 осіб. Основні галузі зайнятості: виробництво — 23,2 %, роздрібна торгівля — 16,8 %, освіта, охорона здоров'я та соціальна допомога — 16,1 %.